# Complete Control Sessions
Complete Control Sessions — мініальбом американського гурту Flogging Molly виданий 13 березня 2007 року на SideOneDummy Records. Спочатку альбом був доступний ексклюзивно для користувачів iTunes Store, проте 8 січня 2008 платівка з'явилась і на Amazon.com.
Два треки Requiem for a Dying Song та Float раніше ніколи не видавались та згодом з'являться на студійному альбому Float. Пісня Devil's Dance Floor була раніше представлена на альбомі Swagger (2000), а решта пісень є на платівці Within a Mile of Home (2004).

## Список пісень
1. «Requiem for a Dying Song» — 3:29
2. «Whistles the Wind» — 4:06
3. «Tobacco Island» — 4:30
4. «Factory Girls» — 3:55
5. «Float» — 4:48
6. «Devil's Dance Floor» — 3:49